# معاهده صلح ایران-روم در سال ۳۶۳

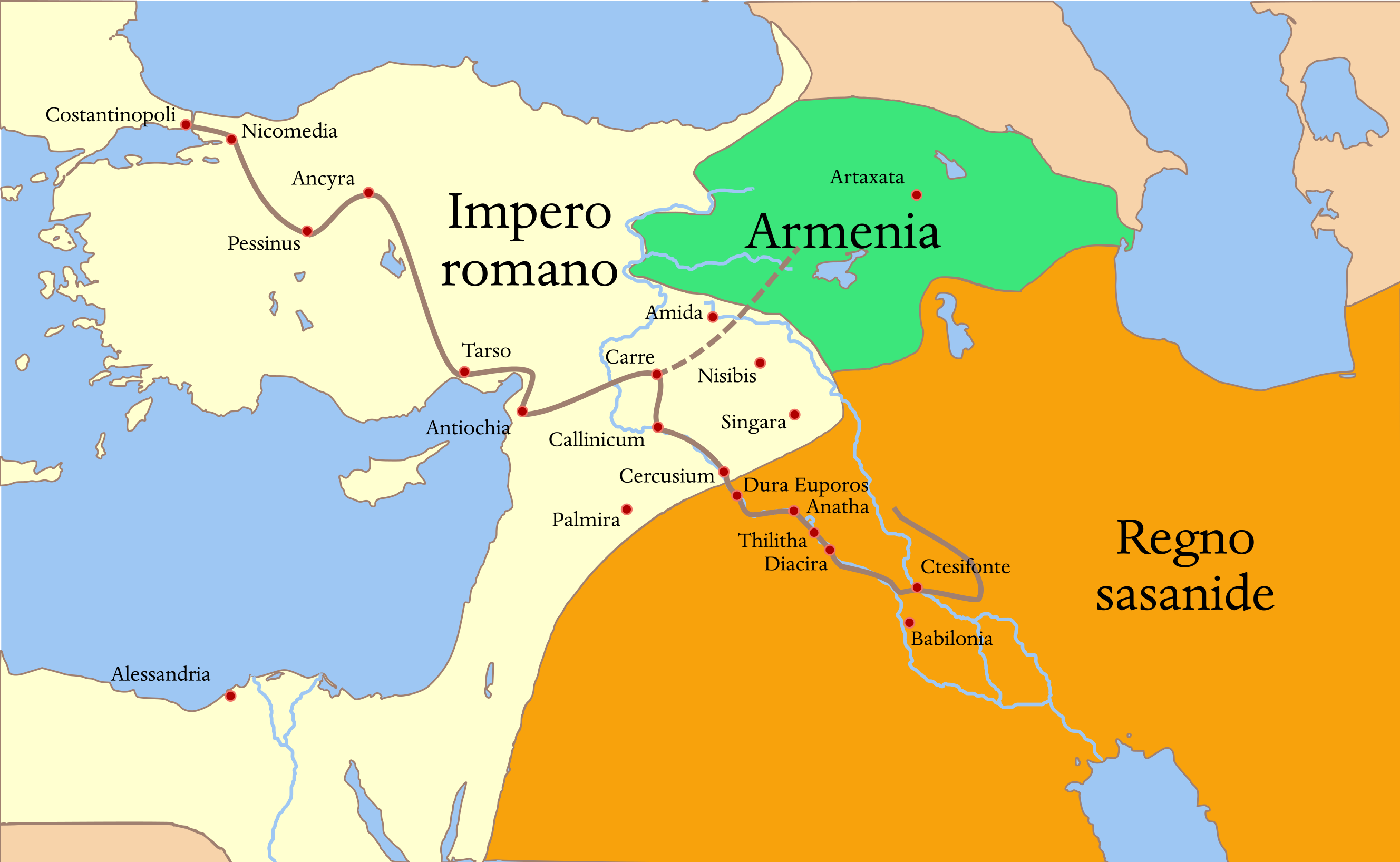
نقشه راه حمله رومی ها به ایران قبل از شکست

پیمان‌نامه صلح ایران-روم در سال ۳۶۳ میلادی یک معاهده صلح به ۳۶۳ میلادی بین امپراتوری روم شرقی و امپراتوری ساسانی بود، این معاهده پس از لشکرکشی ناموفق امپراتور ژولیان به ایران بود. پس از مرگ ژولیان، ژوویان که امپراتور تازه منتخب شده روم بود، مجبور به امضای قراردادی تحقیرآمیز شد که به موجب آن امتیازات سرزمینی و دیپلماتیک بسیاری به ایران داده شد.

## فرماندهان
ارتش روم در این نبرد توسط ژولیان و ارتش ساسانی توسط سپهبد مِرِنا و سورنا فرماندهی می‌شدند.

## پیامد
در این جنگ ارتش روم به دام ارتش ایران افتاد و ناگزیر به امضای پیمان‌نامه‌ای خفت‌بار شد که طی آن رومیان قلمروهای فراوان و امتیازات سیاسی بسیاری را به ایرانی‌ها واگذار می‌کردند.